# Nación del 5%
La Nación del 5%, también conocida como la Nación de Los Dioses y las Tierras, es un movimiento creado en el municipio de Manhattan, concretamente en la sección de Harlem. Este movimiento iniciado en torno a 1964 en Nueva York y fue promovido por un antiguo miembro de la Nación del Islam, Clarence 13X.

## Historia

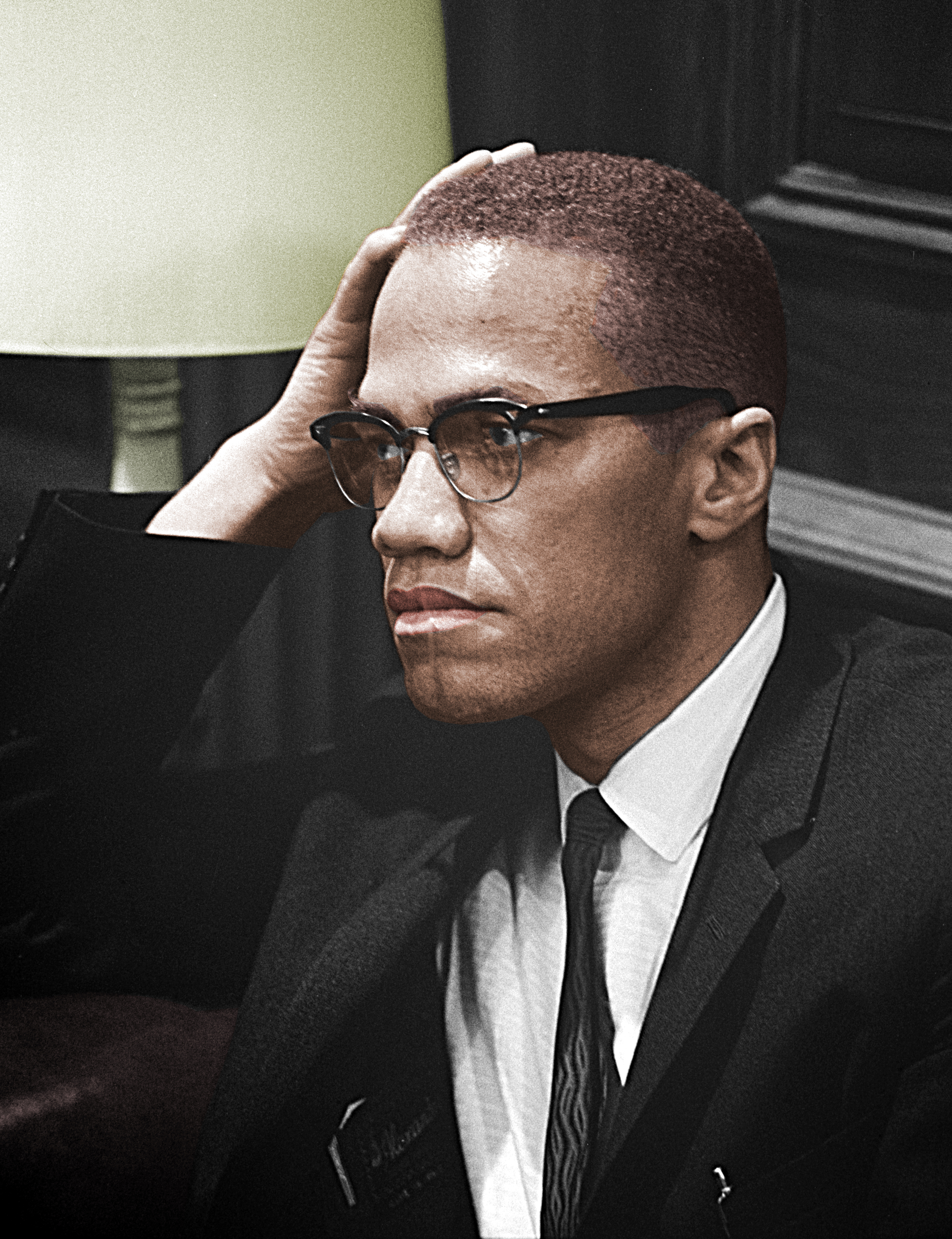
Malcolm X

### Clarence 13X
Clarence 13X, cuyo nombre real era el de Clarence Edward Smith y más tarde fue apodado como Alá El Padre, fue un exestudiante de Malcolm X que se desvinculó de la Nación del Islam tras una disputa con Elijah Muhammed al discrepar en una de las partes de su enseñanza. Clarence 13X consideraba que la defensa de que el hombre blanco es el diablo no era válida en sí misma sin considerar y enseñar al individuo negro como Dios, llegando incluso a no considerar a Alá como la Deidad sino al hombre negro como una personificación de este ente divino.

### Allah Five-Percenters
Los miembros del movimiento reciben el nombre de Allah Five-Percenters. Esta designación se explica sabiendo que según su entendimiento el 10% de la población mundial, que se encuentra entre las élites y las altas esferas, conoce la verdad pero prefiere mantener al 85% de los ciudadanos a nivel universal desinformados; por otro lado, el 5% restante estaría compuesto de las personas que conocen la verdad y están dispuestos a transmitírselo al resto. El término Pobres Profesores Justos sirve para designar al colectivo de personas que ocupa el 5% de la población y no quieren subyugarse a las enseñanzas del 10% que también conoce la verdad pero pretende mantener en la ignorancia al resto de la civilización. Este término se acuña debido a que la pretensión de los Five-Percenters es la de iluminar (enseñar) a la ciudadanía, cual profesor a un alumno.

### La Nación de los Dioses y las Tierras
En un primer momento, la Nación de los Dioses y las Tierras era considerada como una mera rama del Islam; sin embargo, en realidad sus seguidores no se encargaban de iluminar a la población mediante una religión, sino que buscaban instruir al ser humano en el Islam como una manera natural o matemática de vivir. Áreas estadounidenses fueron bautizadas por el movimiento con los nombres de, por ejemplo, las ciudades santas de Medina (Brooklyn) y La Meca (Harlem) o en otros casos con los de zonas árabes: Detroit (D-Mecca), Nueva Jersey (Nueva Jerusalén), Chicago (C-Medina), Queens (el Desierto), Seattle (Marruecos) y Dallas (el Sudán).

## Enseñanzas
La Nación del 5% o de los Dioses y las Tierras trata de enseñar al mundo que el hombre negro es el original en el planeta, y por ello las personas de raza negra deben ser consideradas como los padres (Dioses) y las madres (Tierras) de la civilización. La Nación pretende inculcar que la Matemática Suprema y el Alfabeto Supremo, principios creados por Clarence 13X, son la clave para llegar a comprender la relación que se da entre el ser humano y el universo en el que se encuentra y el cual le rodea. Unido a ello, otro pilar básico en la comprensión de la Nación de los Dioses y las Tierras es entender que Dios no es un ente misterioso, sino que el verdadero Dios se encuentra en el Hombre Negro Asiático, siendo entendido Asia como el mundo o el Pangea, y su nombre propio es Alá.
Las enseñanzas de la Nación del 5% se transmiten por tradición oral. El avance de un individuo hacia un Dios o Tierra se basa en su memorización y recitación, además de su comprensión y llevada a la práctica de la Matemática Suprema, el Alfabeto Supremo y las 120 lecciones.
- Las 120 lecciones: También denominadas en ocasiones como grados, son una versión de la sabiduría suprema, tras ser revisada, de la Nación del Islam. Esta sabiduría suprema fue escrita de manera original por Elijah Muhammad y Wallace Fard Muhammad.

- La Matemática Suprema: Es un sistema que se utiliza para la comprensión de los números unidos a los conceptos y representaciones cualitativas usadas conjuntamente con el Alfabeto Supremo. Según la Nación de los Dioses y las Tierras se cree que la Matemática Suprema es el más elevado sistema de numerología, sirviendo para dar un valor cualitativo a las representaciones numéricas y no solo cuantitativo. Este sistema permite al individuo, si lo utiliza bien, resolver los problemas de su vida al maximizar el pensamiento lógico. Como datos ejemplificantes cabe mencionar el número 1 que simboliza el conocimiento, el 3 que representa el entendimiento o el 7 que simboliza a Dios.
- El Alfabeto Supremo: Es un sistema que permite una mejor interpretación del texto y con ello lograr una comprensión más profunda de las lecciones descritas por la Nación del Islam al asignar valores reales a cada uno de los caracteres del alfabeto latino. Encontramos que, por ejemplo, la A sirve para designar a Alá o que la letra M se utiliza para expresar la palabra Maestro. Este sistema se sabe que fue desarrollado por Clarence 13X, ayudado por Justice Cee, pero se desconoce el procedimiento que utilizaron para llegar hasta él.

### Las12 Joyas del Islam
A partir de los sistemas de la Matemática Suprema y el Alfabeto Supremo, la Nación del 5% desarrolló una variante compuesta por una serie de axiomas según los cuales se debería vivir. Esta serie de axiomas es lo que se denominan Las 12 Joyas, y son:
1. Conocimiento
2. Sabiduría
3. Entendimiento
4. Libertad/Cultura
5. Justicia/Poder
6. Igualdad
7. Comida
8. Vestimenta
9. Abrigo
10. Amor
11. Paz
12. Felicidad

## La Nación del 5% en el Hip Hop

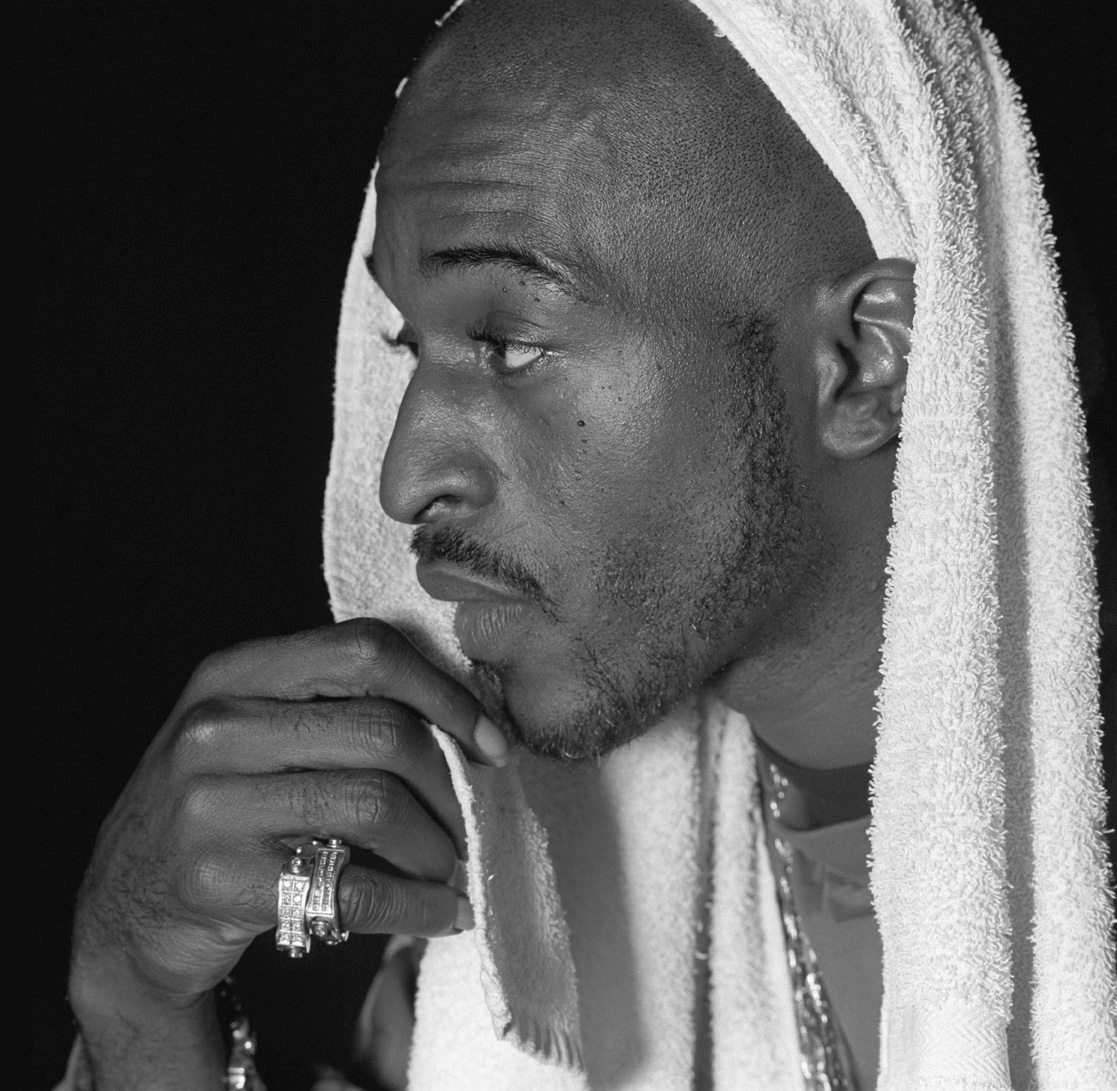
Rakim

La Nación de los Dioses y las Tierras exportó sus enseñanzas desde Estados Unidos hacia el extranjero. A principios de la década de los ochenta, el surgimiento de la cultura del hip hop y su música favorecieron la expansión de los pilares de Clarence 13X. El tema principal de la doctrina de la Nación en relación con el hip hop se centraba en la enseñanza de que la raza negra era la primera vida humana en posarse sobre la Tierra y que, por tanto, el hombre negro es Dios y la mujer negra es la Tierra. Teniendo en cuenta esto, gracias a los poderes esotéricos de ambos la juventud puede transformar y poseer su verdadero potencial con el que sería capaz de derrocar a la arrogante oligarquía llegando a ser justos gobernantes de sí mismos.
Los primeros ápices del movimiento Five-Percenter dentro del hip hop incluyen dos de los más tempranos MCs (desarrollaron su actividad en los años 90): Rakim de Eric B. & Rakim y Big Daddy Kane. Estos dos artistas, y algunos de sus contemporáneos, difundieron la simbología y enseñanzas propias del movimiento en sus temas y vídeos. Este hecho llevó a los afines a la música de Rakim a conocerle bajo el pseudónimo God MC (Dios MC).
Con la llegada al panorama musical, tras el auge de Rakim y Kane, de grupos tales como, por ejemplo, Wu-Tang Clan o Poor Righteous Teachers el número de oyentes afines a la doctrina Five-Percenter aumentó notablemente además de en los 2000s popularizarse el rapero MF DOOM también perteneciente a la nación del 5%

### Miembros de la Nación de los Dioses y las Tierras
- Rakim
- Big Daddy Kane
- Just-Ice
- Nas
- Wu-Tang Clan
- Lakim Shabazz
- AZ
- Guru
- KMD
- MF DOOM
- Busta Rhymes
- Dirty Glas
- Black Thought
- Gravediggaz
- Freedom Williams Jus Allah
- Allah Mathematics
- Brand Nubian
- Erykah Badu
- The World Famous Supreme Team
- MC Shan
- Black Sheep
- Poor Righteous Teachers
- Large Professor
- Positive K
- Digable Planets
- St. Lunatics
- Supreme Understanding
- J-Live
- GQ
- God Shammgod
- Tragedy Khadafi
- Wu-Tang Clan
- DJ Kay Slay
- LL Cool J
- Kase2
- Planet Asia
- Joven Gómez
- Born Allah aka Daddy Grace
- Cipha Sounds
- Lil Soldiers
- King Sun
- Capone-N-Noreaga
- Ihon
- N.Y.
- Fede El